# Bülow (Mecklembourg)
Pour les articles homonymes, voir Bülow (homonymie).
Bülow est une municipalité allemande du land de Mecklembourg-Poméranie-Occidentale et l'arrondissement de Ludwigslust-Parchim. En 2013, elle comptait 356 habitants.